# Danthonioideae

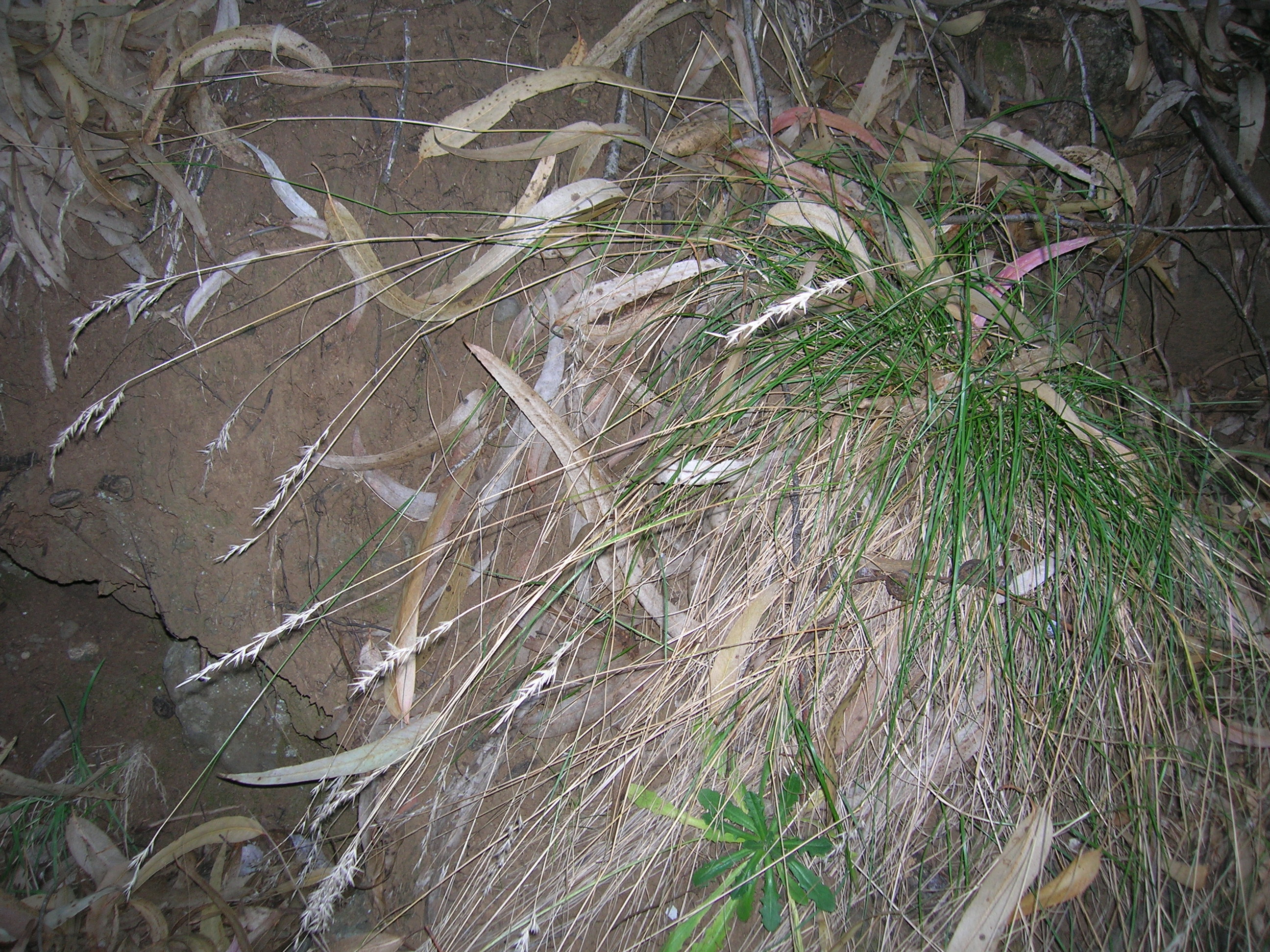
Rytidosperma semiannulare.

Danthonioideae Barker & Linder é uma subfamília de plantas íferas da família Poaceae (Gramineae).

## Classificação das Danthonioideae

### *Referência:GRIN Taxonomy for Plants USDA
| Tribo       | Gêneros |
| ----------- | --- |
| Danthonieae | Alloeochaete - Austrodanthonia - Chaetobromus - Chionochloa - Cortaderia - Danthonia - Danthonidium - Diplopogon - Erythranthera - Karroochloa - Lamprothyrsus - Merxmuellera - Monachather - Monostachya - Notochloe - Notodanthonia - Pentameris - Pentaschistis - Phaenanthoecium - Plinthanthesis - Prionanthium - Pseudopentameris - Pyrrhanthera - Rytidosperma - Schismus - Tribolium |

### *Referência:Taxonomy Browser NCBI
| Tribo       | Gêneros |
| ----------- | --- |
| Danthonieae | Austrodanthonia, Chaetobromus, Chionochloa, Cortaderia, Danthonia, Joycea, Karroochloa, Lamprothyrsus, Merxmuellera, Monachather, Notochloe, Notodanthonia, Pentameris, Pentaschistis, Plinthanthesis, Prionanthium, Pseudopentameris, Pyrrhanthera, Rytidosperma, Schismus, Tribolium, Urochlaena |

## Observação
- A DELTA: L.Watson e  M.J.Dallwitz classifica a tribo Danthonieae na subfamília Arundinoideae.